# Isla Santa Clara

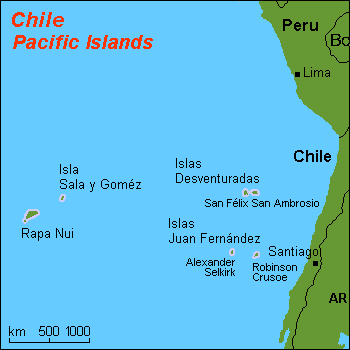
lägeskarta

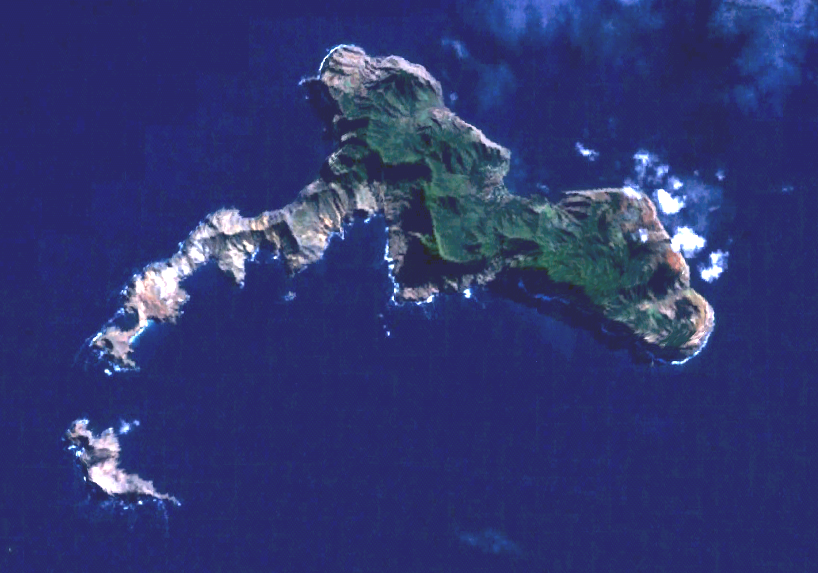
Isla Santa Clara i den nedre vänstra delen

Isla Santa Clara ("Sankta Klaraön", spanska Isla Santa Clara) är en liten ö i sydöstra Stilla havet som tillhör Chile.

## Geografi
Isla Santa Clara är den minsta ön i ögruppen Juan Fernández-öarna och ligger cirka 1,5 kilometer sydväst om huvudön Isla Robinson Crusoe.
Ön är av vulkaniskt ursprung och har en areal om ca 5 km² och den högsta höjden är på ca 375 m ö.h.
Den obebodda ön utgör en del i "comuna" (kommun) i provinsen Valparaíso varifrån även Påskön förvaltas.
Hela ögruppen är ett biosfärområde, "Archipiélago Juan Fernández", sedan 1977.

## Historia
Isla Santa Clara upptäcktes den 22 november 1574 av spanske sjöfararen Juan Fernández.